# Jim McLachlan
Pour les articles homonymes, voir Jim McLachlan et McLachlan.
James Robert McLachlan est un ancien homme politique (yukonnais) canadien. Il est un ancien député qui représentante de la circonscription électorale de Faro de 1985 à 1989 et entre 2001 et 2002 à l'Assemblée législative du Yukon. Il est un membre du Parti libéral du Yukon.
Alors que Roger Coles (en) est accusé de la drogue, il devient chef par intérim puis plus tard officiellement chef du parti de 1986 à 1989.